# Špitál svaté Alžběty (Český Krumlov)

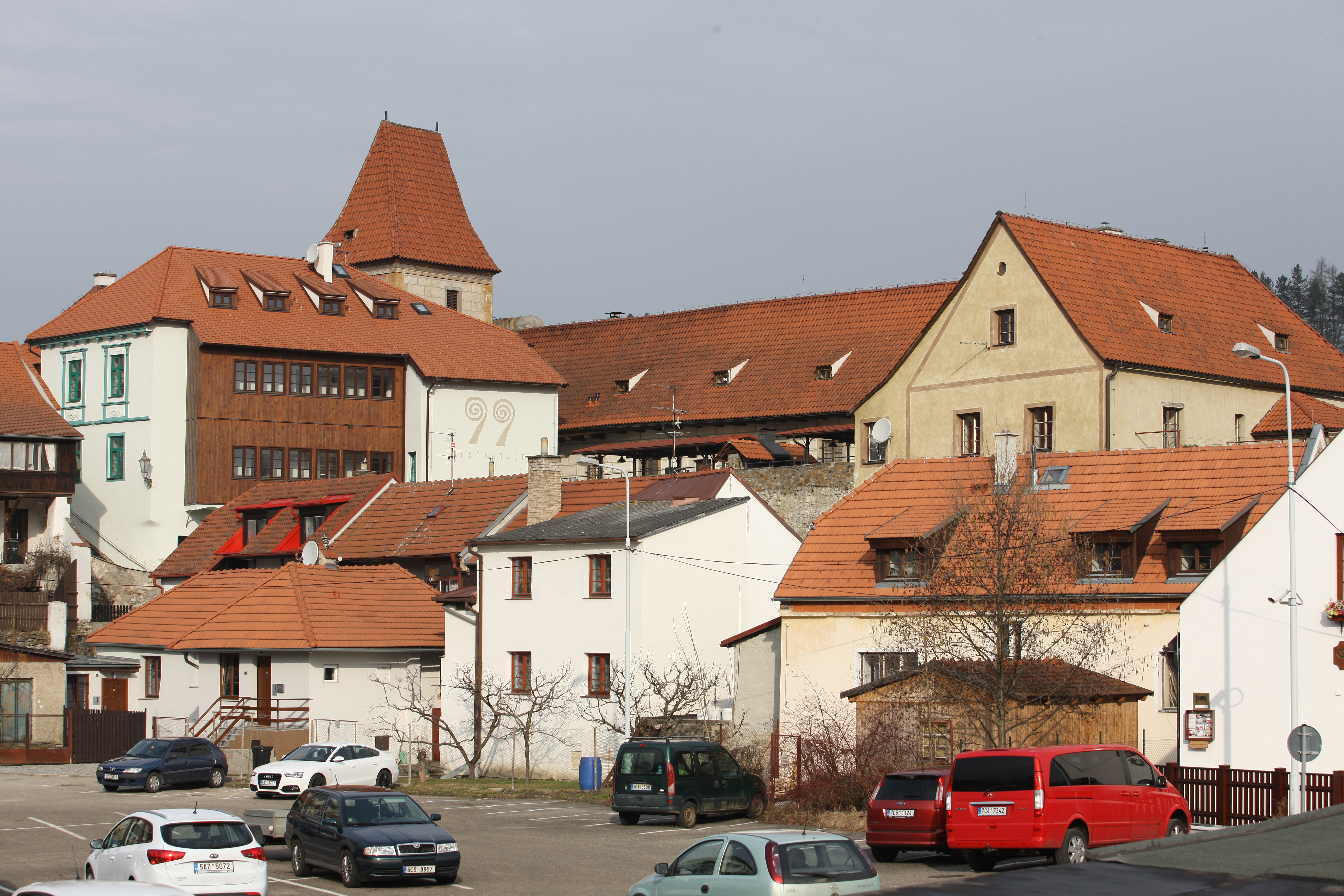
Pohled od jihu na komplex budov ve Věžní ulici (v pozadí) a na věž Budějovické brány

Špitál svaté Alžběty v Českém Krumlově byl ve středověku komplexem vzájemně propojených měšťanských domů Latrán čp. 105, Věžní č.p. 99, 100, 101, 102, 103 a Budějovické brány (Latrán čp. 104). Severní stěna je součástí městského opevnění. Komplex je evidován jako světové dědictví UNESCO v rámci historického centra Českého Krumlova a je památkově chráněný.

## Historie
O špitálu svaté Alžběty je první písemná zmínka z období gotiky z roku 1400. V roce 1598, kdy byla k budovám špitálu přistavěna Budějovická brána, byl špitál přestavěn. Špitál byl zrušen v roce 1781. Při rozdělení domů pro obytné účely byla provedena klasicistní úprava celého komplexu domů. Z této doby je zachovaná podoba a dispozice.

## Popis
Domy Latrán čp. 105, Věžní čp. 99, Věžní čp. 100, Věžní čp. 101, Věžní čp. 102, Věžní čp. 103 tvoří část celého komplexu budov. Komplex budov je protáhlý na půdorysu písmene L. Je umístěn na skále nad potokem Polečnice. Severní průčelí (vně z města) je zdobeno sgrafitovou rustikou. Prvních šest oken od Budějovické brány je osazeno do kamenného ostění. Jižní průčelí má také sgrafitovou fasádu. Je částečně zakryté mohutně vykonzolovanou střechou s viditelnými trámy. Vstupní otvory a část oken je osazeno v kamenném ostění. V celém komplexu domů je zachován původní krov a odkryty původní omítky. Východní křídlo v domě Věžní čp. 99 je na jižní straně zakončeno trojúhelníkovým štítem s hladkou fasádou. V domě Věžní čp. 100, dříve stávala kaple v severovýchodním rohu. Na půdě domu Věžní čp. 101 je dochován unikátní renesanční krov s Ondřejskými kříži.

## Majitelé

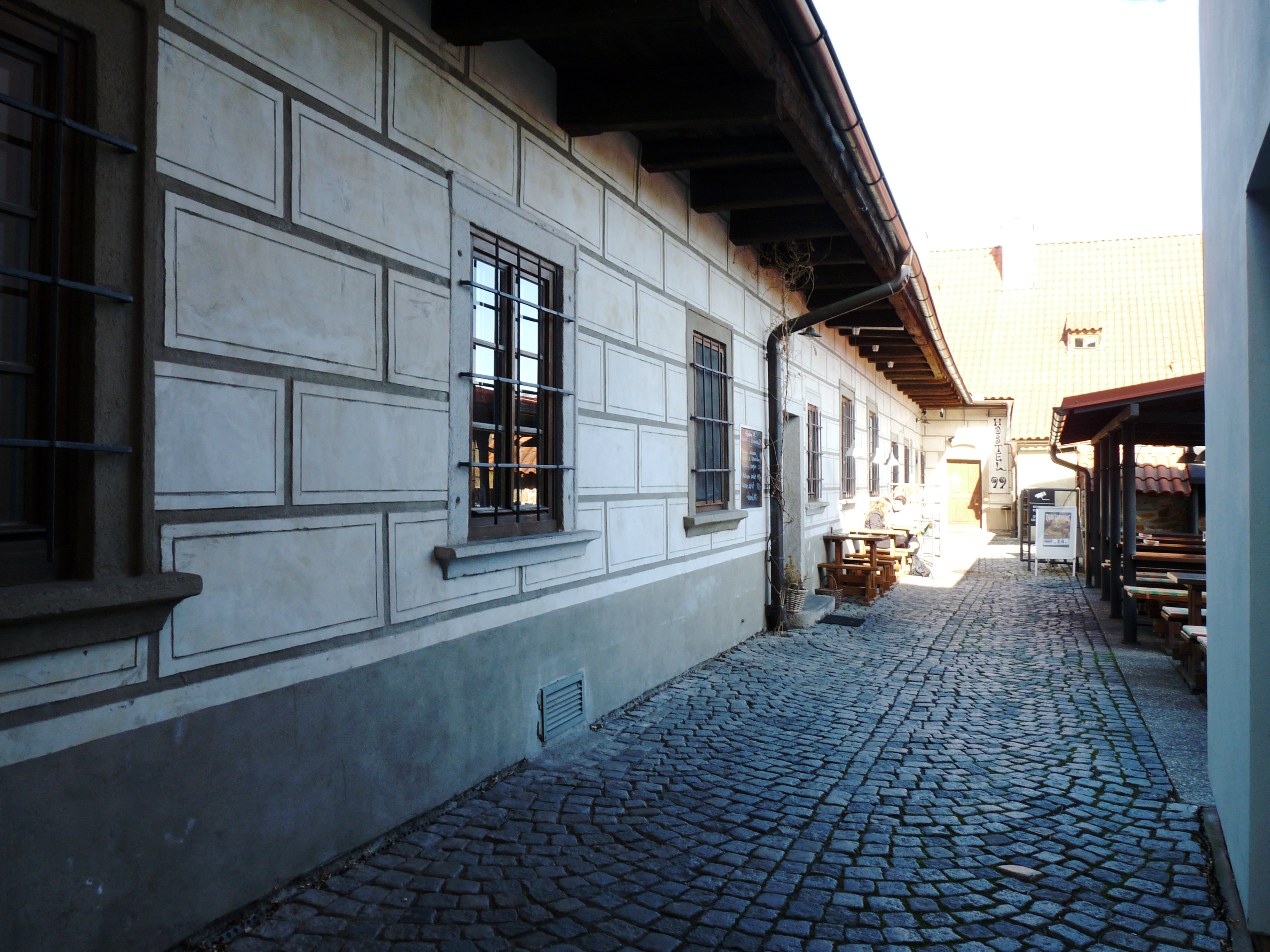
Terasa u objektu bývalého špitálu

Mezi lety 1783–1784 byl bývalý špitál rozdělen na čtyři části a prodán soukromým zájemcům. Kašpar Koutný získal za 500 zlatých dnešní dům číslo 99, od kterého se v roce 1784 oddělil dům číslo 100 – do roku 1821 ho vlastnil Jan Höpfler. Dnešní dům číslo 101 koupil za stejnou cenu Jakub Krzenik a číslo 103 za 400 zlatých dostal Filip Jechl, jehož rodina zde žila až do roku 1812. Necitlivé stavební úpravy po druhé světové válce vedly ke zničení větší části původního památkově cenného architektonického detailu interiérů.

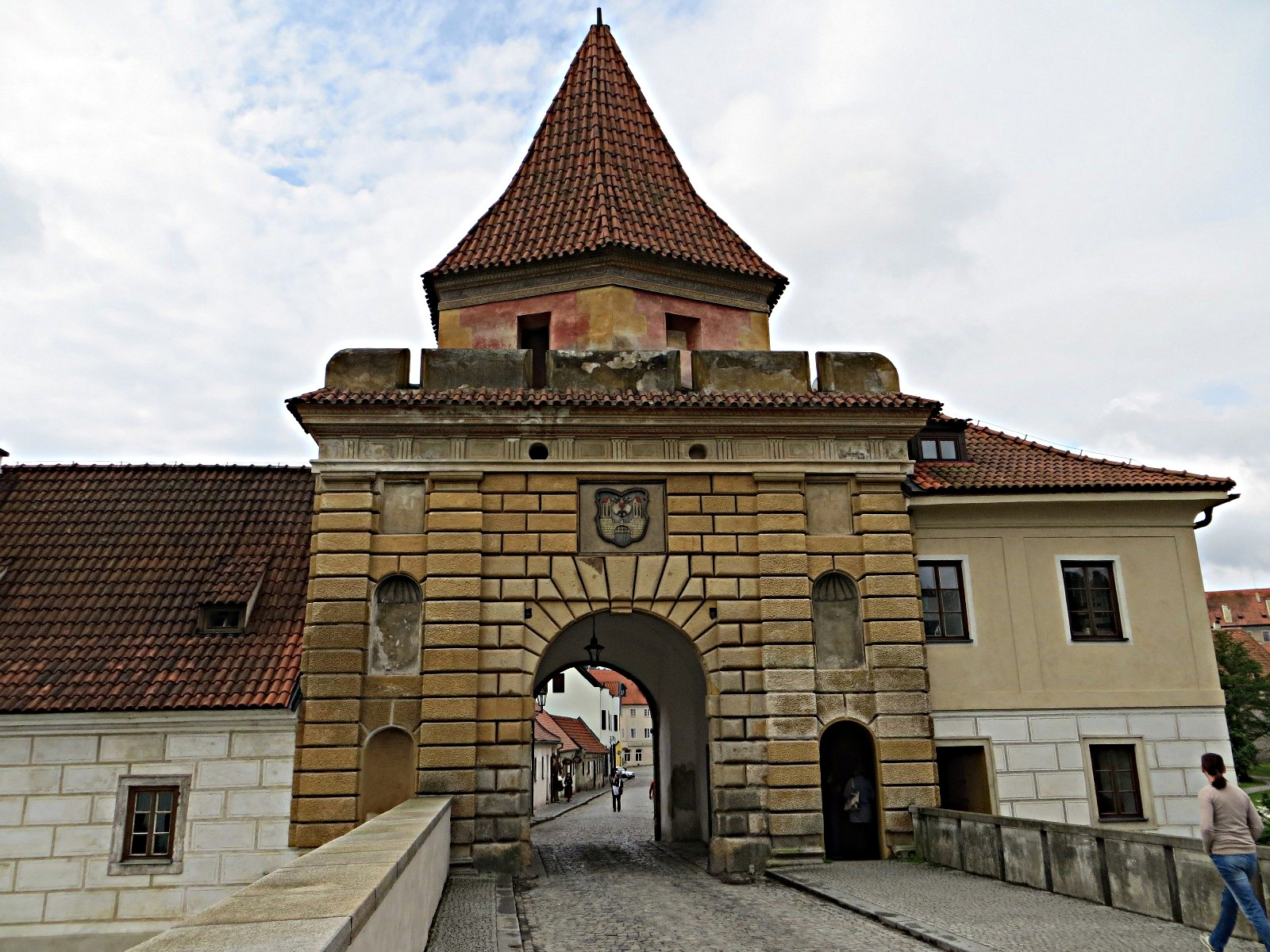
Budějovická brána

## Budějovická brána
Latrán č.p. 104 Český Krumlov – Budějovická brána je nejmladší a zároveň jedinou dochovanou městskou branou z původních devíti městských bran, která se dochovala do dnešních dnů. Tuto bránu postavil v letech 1598–1602 architekt italského původu Domenico Benedetto Cometta z Eckthurnu nákladem Petra Voka z Rožmberka. Tato dvoupatrová čtyřboká věž má z vnější strany charakter pevnostní architektury severoitalského typu, neboť průčelí je kryto mohutnou ochrannou zdí zakončenou cimbuřím. Její vnitřní strana je pokryta freskovou výzdobou se slunečními hodinami v úrovni druhého patra. Nedaleko odtud směrem k pivovaru se nachází další zbytek bývalého městského opevnění – bašta z počátku 16. století, která je jedinou dochovalou stavbou tohoto druhu ve městě. V 60. letech byl proražen průchod pro pěší i na západní straně brány. V roce 1965 byla brána staticky zajištěna a v roce 1966 byly odkryty a restaurovány malby na jižním průčelí. Roku 1995 byla provedena oprava vnějšího pláště stavby, na severním průčelí odkryta barokní omítková vrstva, restaurovány malby a částečně obnoveno barevné řešení celého pláště. Orientačním průzkumem byla prokázána malířská výzdoba i v průjezdu brány. V roce 1996 při opravě mostu bylo odstraněno jeho rozšíření na východní straně a zazděn navazující průchod v bráně. Budějovická brána stojí na skalnatém ostrohu nad tokem Polečnice na okraji severního předměstí Latránu. Brána je spolu s přilehlými budovami bývalého špitálu výraznou pohledovou dominantou při vstupu do města od severu. Ze severu vstupuje návštěvník do města Český Krumlov Budějovickou branou, ke které vedou dva mosty. Ten novější byl vystavěn v 70. letech 20. století. Zděný most se čtyřmi oblouky, byl postaven společně s Budějovickou branou.

## Současnost
V komplexu bývalého špitálu svaté Alžběty se dnes nachází restaurace, hostel a kavárna. Restaurace 99 byla otevřena v roce 2002.